# Mangatangi Reservoir
Das Mangatangi Reservoir ist ein Stausee in der Region Waikato auf der Nordinsel von Neuseeland.

## Geographie
Der Stausee, der der Trinkwasserversorgung des Großraums Auckland dient, befindet sich in der Berglandschaft der Hunua Ranges, rund 7,0 km der Ostküste des Waikato District, rund 27 km ostnordöstlich von Pukekohe und rund 25 km ostsüdöstlich von Papakura. Der See, der eine Fläche von rund 1,79 km² umfasst, erstreckt sich mit seinen vielen Seitenarmen in Seitentäler hinein über eine Länge von rund 5,4 km in Nord-Süd-Richtung und misst an seiner breitesten Stelle in einem Seitenarm rund 500 m ebenfalls in Nord-Süd-Richtung. Der Stausee speichert ein maximales Wasservolumen von rund 39 Millionen Kubikmeter und besitzt ein Wassereinzugsgebiet, das rund 39,4 km² umfasst.
Gespeist wird der See durch zahlreiche Bäche, von denen der Mangatangi Stream, der auch den See entwässert, der längste ist und Namensgeber des Stausees wurde.

## Staumauer
Am südlichen Endes des Stausees befindet sich die Staumauer, die als Gewichtsbogenstaumauer ausgeführt ist. Sie wurde in den Jahren 1972 bis 1977 errichtet und besitzt eine Höhe von 78 m. Die Kronenlänge beträgt 340 m. Insgesamt wurde ein Volumen von 2,24 Millionen m³ unterschiedlichen Materials verwendet, um das Bauwerk zu errichten.

## Trinkwasserentnahme
Rund 230 m nördliche der Staumauer befindet sich auf der linken Uferseite die Wasserentnahme für das Trinkwasser. Eine rund 20 km lange, größtenteils unterirdisch geführte Wasserleitung, leitet das Wasser zusammen mit den Wässern des Upper Mangatāwhiri Reservoir, dem Wairoa Reservoir und dem Cosseys Reservoir zu einer Wasseraufbereitungsanlage rund 5 km östlich von Papakura.